# 挾間町
挾間町（はさままち）は大分県の中部に位置し、大分郡に属していた町である。
1978年（昭和53年）に国立大分医科大学（現・大分大学医学部）が開校して以降、過疎化に歯止めがかかって大分市のベッドタウン化が始まり、大分県内でも数少ない人口増加の自治体となっていた。
町名の「挾」は、「挟」や「狭」ではなく、旧字体の「挾」である。また、読みは「はざままち」ではなく、清音の「はさままち」である。
大分郡庄内町・湯布院町と2005年10月1日に合併して市制施行し、由布市挾間町となった。

## 地理
大分県の中部に位置し、大分市・別府市の2大都市に挟まれている。地形は海抜200 - 300mの丘陵地が中心で、町中心部の東部は標高が低い。
- 川：大分川、由布川、石城川

## 歴史
- 1954年10月1日 - 挾間村・谷村・由布川村・石城川村の4村が合併し、新村制による挾間村が誕生。
- 1955年4月1日 - 挾間村が町制施行。挾間町となる。
- 2005年10月1日 - 庄内町・湯布院町と対等合併して市制施行し、由布市となり消滅。

## 首長
村長
- 平野八郎：1954年10月 - 1955年3月

町長
- 平野八郎：1955年4月 - 1958年9月

## 姉妹都市・提携都市

### 国内
- 宮城県登米郡迫町（現・登米市） - 1990年10月27日友好姉妹都市提携

## 地域

### 教育

#### 大学
- 大分大学挾間キャンパス（医学部）

#### 中学校
- 挾間町立挾間中学校

#### 小学校
- 挾間町立石城小学校
- 挾間町立石城西部小学校
- 挾間町立由布川小学校
- 挾間町立朴木小学校
- 挾間町立挾間小学校
- 挾間町立谷小学校

## 交通

### 鉄道
- 九州旅客鉄道
  - 久大本線：向之原駅 - 鬼瀬駅

### 道路
高速道路は大分自動車道が町内を通っているが、施設は設けられていない。

#### 一般国道
- 国道210号

#### 主要県道
- 大分県道51号別府挾間線

## 名所・旧跡・観光スポット・祭事・催事
- 陣屋の村
- 挾間温泉
- 大将軍公園
- 由布川峡谷
- 挾間花火大会
- きちょくれまつり
- 挾間（狭間　ハサマ）氏の五輪塔墓地群（県重要文化財）
- 龍祥寺